# Il fiore azzurro
Il fiore azzurro (in inglese The blue flower) è il romanzo pubblicato nel 1995 in prima edizione inglese e nel 1998 in prima edizione italiana dalla scrittrice britannica Penelope Fitzgerald.

## Trama
La trama è frutto di fantasia dell'autrice. Alla fine del XVIII secolo, Friedrich von Hardenberg, più tardi conosciuto come il poeta Novalis, si innamora di una ragazza giovanissima. La storia, che si svolge verso la fine del XVIII secolo, riguarda la persona che è destinata a diventare uno dei più grandi poeti romantici tedeschi e viene raccontata coinvolgendo la sua famiglia, gli amici e le amanti. La trama evoca a volte anche in modo comico l'era romantica col suo tumulto politico, la sua voracità intellettuale e l'ambiguità morale. La famiglia di Friedrich, che gli amici chiamano Fritz, è formata dal suo eccentrico padre, dalla madre descritta come nervosa, dalla sua sorella Sidonie e dai fratelli Erasmus, Karl e Bernhard. Al centro della narrazione è posta la storia d'amore con la giovane Sophie von Kühn, iniziata come un vero colpo di fulmine.

## Edizioni

### Edizione originale in inglese
- (EN) Penelope Fitzgerald, The blue flower, London, Flamingo, 1995, OCLC 33365249.

### Edizione in italiano
- Penelope Fitzgerald, Il fiore azzurro, traduzione di Masolino D'Amico, Palermo, Sellerio, 1998, ISBN 9788838914591, OCLC 55104002.

### Edizioni in altre lingue
- (FR) Penelope Fitzgerald, La Fleur bleue : roman, traduzione di Bernard Turle, Paris, Stock, 1997, OCLC 36676291.
- (DE) Penelope Fitzgerald, Die blaue Blume - Roman, Frankfurt am Main, Insel, 1999, OCLC 264079922.
- (TR) Penelope Fitzgerald, Mavi c̣ic̣ek : roman, İstanbul, Can Yayınları, 1999, OCLC 55104011.
- (DA) Penelope Fitzgerald, Den blå blomst : roman, Roskilde, Batzer & Co., 2000, OCLC 461915935.
- (ES) Penelope Fitzgerald, La flor azul, traduzione di Fernando Borrajo, Madrid, Impedimenta, 2014, OCLC 871796560.
- (NL) Penelope Fitzgerald, De blauwe bloem, traduzione di Johannes Jonkers, Elburg, Karmijn Uitgeverij, 2015, OCLC 932270479.

## Riconoscimenti
The blue flower (Il fiore azzurro) è risultato vincitore nel 1997 del National Book of Literary Critics Award per la fiction (National Book Critics Circle Award for Fiction).